# Monte Urpinu

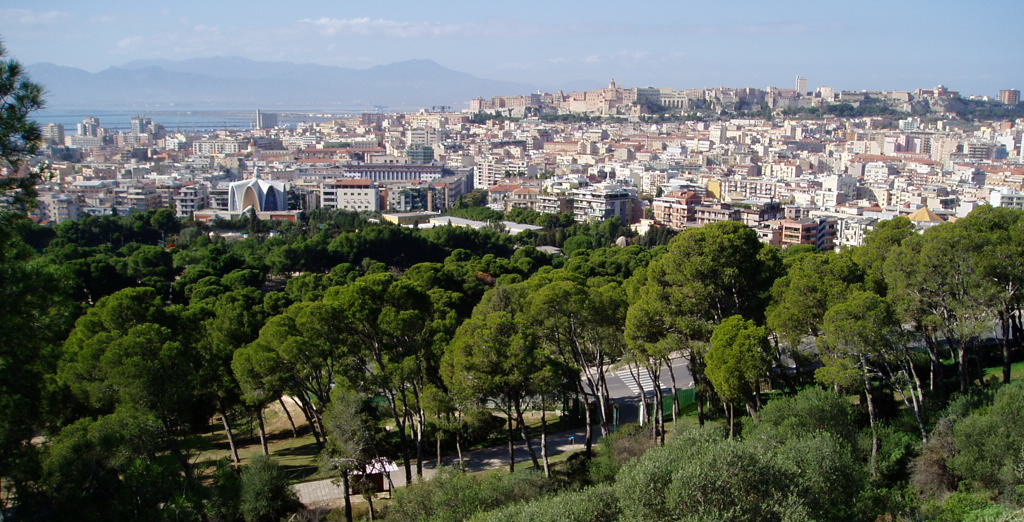
Parco di Monte Urpinu

Monte Urpinu è un quartiere di Cagliari di 4 863 abitanti.

## Storia
A parte alcune costruzioni, come l'edificio conosciuto col nome di chiesa Aragonese, la zona non è interessata da urbanizzazione fino al XX secolo.
Durante il ventennio fascista si comincia la costruzione del tribunale, che si trova ai limiti del quartiere, verso il centro; dall'altra parte del colle viene costruito l'ospedale Binaghi, successivamente ampliato.
Si cominciano a costruire alcune case, ma la vera urbanizzazione avviene a partire dagli anni 1950, dalla pineta di Monte Urpinu (da qui il nome di una delle sue vie principali, via della Pineta), con una considerevole espansione dagli anni 1970, quando il colle fu quasi totalmente edificato, lasciando comunque alcune piazze e viali alberati.
La cima dell'omonimo colle è un buon punto panoramico dal quale si possono ammirare da una parte il Parco di Molentargius e la Spiaggia del Poetto, dall'altra il porto, i quartieri centrali della città e quelli più periferici.

## Monumenti e luoghi d'interesse

### Architetture religiose
- Chiesa Aragonese
- Chiesa del Cristo Re
- Chiesa dei Santi Giorgio e Caterina
- Chiesa di San Pio X

### Scuole e università
- Scuola elementare di via Garavetti
- Scuola media di via Venezia
- Liceo classico G.M. Dettori
- Liceo socio-psico-pedagogico e linguistico Eleonora D'Arborea
- Facoltà di Teologia

### Istituzioni pubbliche
- Ospedale Roberto Binaghi
- Tribunale
- Questura

### Parchi
- Parco di Monte Urpinu

### Impianti sportivi
- Tennis Club

## Evoluzione demografica
Abitanti censiti